# 限娱令
《廣電總局關於加強上星綜合頻道節目管理的意見》是中华人民共和国国家广播电影电视总局于2011年頒布的「限制電視節目過度娛樂化」的意见性文件，因其對娛樂節目多加限制，媒體方面解讀為「限娛令」。

## 背景
自从21世纪初期以来，在中国的上星卫视中出现了一股生产纯粹娱乐节目的趋势。典型例子有超级女声、非诚勿扰、天天向上、快乐大本营、中国达人秀等等。

## 2011年版
- 提高新闻、经济、文化、科教、少儿、纪录片多种类型节目播出比例，降低综艺节目比例。
- 每周播出娱乐类节目总数不超过2档，每天19:30至22:00播出的娱乐节目时长不超过90分钟。
- 控制港台明星参与节目数。[1][2]

## 2013年版
2013年，国家新闻出版广电总局为进一步加强上星卫视的监管力度发布《关于做好2014年电视上星综合频道节目编排和备案工作的通知》，要求主要是：
- 引进境外版权模式节目每年仅限一个。
- 歌唱类在19：30-22：30仅播出一档，节假日期间电视晚会最多3台。
- 中国动画片及少儿节目每天30分钟，中国纪录片每天30分钟。
- 对综艺节目进行备案。

## 影响
推动中国纪录片产业的发展，纪录片播出量增长至6000个小时，价格也增长至数百元。上星卫视主动找到动画生产商抢购动画的现象，而在此之前，中国动画片只能卖到极低的价格，被形容为“白菜价”。